# Bierazina (rejon żytkowicki)
Bierazina (biał. Беразіна; ros. Березина, Bieriezina) – wieś na Białorusi, w obwodzie homelskim, w rejonie żytkowickim, w sielsowiecie Ludzieniewicze.
Znajduje się tu przystanek kolejowy Ludzieniewicze, położony na linii Kalinkowicze – Łuniniec.